# Emil Ludwig Philipp Schröder
Emil Ludwig Philipp Schröder, auch Aemil Ludwig Philipp Schröder (* 30. Juli 1764 in Göttingen; † 1. Januar 1835 in Hachenburg) war ein deutscher evangelischer Geistlicher und Jugendschriftsteller.

## Leben

### Familie
Emil Ludwig Philipp Schröder war der Sohn des Göttinger Hochschullehrers für Medizin Philipp Georg Schröder und dessen Ehefrau Marie Lucie, Tochter von Balthasar Ludwig Eskuche (1710–1755), Professor der griechischen Sprache an der Universität Rinteln; er hatte noch acht Geschwister. Sein Großvater war der Theologe Johann Joachim Schröder und seine Onkel waren die Orientalisten Nikolaus Wilhelm Schröder und Johann Wilhelm Schröder.
Er war seit dem 1. Januar 1801 mit Marie Eleonore Schellenberg (* 8. März 1762 in Idstein; † 3. April 1847 in Hachenburg), Tochter des Pfarrers Jacob Ludwig Schellenberg aus Bierstadt, verheiratet und hatte drei Söhne und eine Tochter; zu diesen gehörte der spätere Pfarrer von Rückeroth Maximilian Friedrich Schröder (* 22. Juni 1802 in Nordhofen; † 8. März 1874 in Weilburg). 
Emil Schröder war verschwägert mit dem Verleger Ludwig Schellenberg (* 23. März 1772; † 23. Februar 1834) und dem Theologen und Pädagogen Karl Adolph Gottlob Schellenberg (* 2. Mai 1764; † 13. September 1835).

### Werdegang
Seine erste Ausbildung erhielt Emil Ludwig Philipp Schröder durch Hauslehrer, bevor er seit 1776 das Gymnasium (heute Max-Planck-Gymnasium) in Göttingen besuchte. Im Alter von vierzehn Jahre immatrikulierte er sich 1778 an der Universität Göttingen zu einem Theologie-Studium, das er Ostern 1784 an der Hohen Schule Herborn und im Herbst desselben Jahres an der Universität Utrecht fortsetzte. 1786 zog er zu seinem Onkel Nikolaus Wilhelm Schröder, der an der Universität Groningen Orientalistik lehrte, kehrte von dort nach einem kurzen Aufenthalt von drei Monaten wieder nach Göttingen zurück.
Er erhielt, nachdem er 1787 das Theologische Examen in Kassel bestanden hatte und am 28. September 1787 ordiniert wurde, die Stelle eines zweiten reformierten Predigers in Neuwied am Rhein. Dort erteilte er dazu noch seit 1792 Unterricht in einem privaten Institut und wurde gleichzeitig Erzieher der drei jüngeren Prinzen des Fürsten Friedrich Karl von Wied-Neuwied; dessen Sohn Maximilian zu Wied-Neuwied wurde später Pate von Maximilian Friedrich Schröder.
1796 musste der fürstliche Hof wegen des Vordringens der Franzosen während des Ersten Koalitionskriegs das Schloss Hachenburg verlassen, sodass Emil Ludwig Philipp Schröder die Familie nach Meiningen begleitete und erst 1799 nach Neuwied zurückkehrte. 1800 übertrug ihm der Fürst die Pfarrei Nordhofen, dort trat er jedoch erst Anfang 1801 sein Amt an. 1808 erfolgte seine Ernennung zum Inspektor des Amtes Selters ernannt, worauf er als erster Prediger nach Neuwied berufen werden sollte, dieses jedoch ablehnte, dafür nahm er am 12. Mai 1812 eine Berufung als Prediger nach Hachenburg an und wurde zugleich Rektor der dortigen Lateinschule. 1816 wurde ihm die geistliche Inspektion des Amtes Hachenburg und des Amtes Selters übertragen. 1817 erhielt er die Schulinspektion über die Stadt Hachenburg und des Kirchspiels Altstadt.
Im Sommer 1817 nahm er an der in Idstein abgehaltenen Kirchenversammlung teil, in der die Kirchenunion zwischen Reformierten und Lutheranern in Nassau zur Evangelischen Landeskirche beschlossen worden war.
1818 trat er in die Dienste des Fürsten Friedrich Wilhelm von Nassau-Weilburg, wurde dort zum Dekan in Hachenburg und zum Kirchenrat ernannt. Nach der Vereinigung der beiden evangelischen Pfarreien der Stadt Hachenburg wurde er am 12. Oktober 1820 alleiniger Pfarrer der Pfarrei.
1825 wurde ihm die Pfarrei Oberliederbach und das Dekanat Kronberg übertragen.

### Schriftstellerisches Wirken
Emil Ludwig Philipp Schröder übersetzte 1791 aus dem Französischen Die indianische Strohhütte von Jacques-Henri Bernardin de Saint-Pierre und von 1792 bis 1793 die dreibändige Schrift Auszug aus des jungen Anacharsis Reise nach Griechenland: in der Mitte des vierten Jahrhunderts vor Christi Geburt von Jean-Jacques Barthélemy. Weiterhin veröffentlichte er 1804 Kleine Schau- und Lustspiele zur angenehmen und nützlichen Unterhaltung für Knaben und Mädchen.
Er publizierte verschiedene pädagogische Aufsätze im Journal für Pädagogik, Erziehungs- und Schulwesen von Johann Christoph Friedrich GutsMuths und 1804 die pädagogische Schrift Ueber den Einfluß des Schauspiels auf die Bildung der Jugend. Weiterhin veröffentlichte er in der Monatsschrift für Predigerwissenschaften von Ernst Zimmermann.

## Schriften (Auswahl)
- Bernardin de Saint-Pierre; Aemil Ludwig Philipp Schröder: Die indianische Strohhütte. Leipzig, Neuwied, bei Johann Ludwig Gehra 1791.
- Jean-Jacques Barthélemy; Emil Ludwig Philipp Schröder: Auszug aus des jungen Anacharsis Reise nach Griechenland: in der Mitte des vierten Jahrhunderts vor Christi Geburt. 
  - Band 1. Neuwied: bei Johann Ludwig Gehra, 1792.
  - Band 2.
  - Band 3.
- Schauspiele für die erwachsene Jugend. Andernach: Lassaulx & Heckmann, 1802.
- Kleine Schau- und Lustspiele zur angenehmen und nützlichen Unterhaltung für Knaben und Mädchen. Gotha 1804.
- Ueber den Einfluss des Schauspiels auf die Bildung der Jugend. Gotha, 1804.